# Nathan Mitchell
Nathan Mitchel (Clio, 7 juli 1984) is een voormalig Amerikaans professioneel wielrenner die in het verleden uitkwam voor TIAA-CREF/5280 en Toyota-United Pro Cycling Team.
Hij wist geen professionele wedstrijden op zijn naam te schrijven.

## Grote rondes
Geen